# Устинов, Максим Тимофеевич
Максим Тимофеевич Устинов (3 февраля 1907 — 16 марта 1985, Москва) — советский военный деятель, контр-адмирал, участник советско-финской и Великой Отечественной войн.

## Биография
Максим Тимофеевич Устинов родился 3 февраля 1907 года в деревне Веперя (ныне — Псковский район Псковской области). В 1925 году был призван на службу в Рабоче-Крестьянскую Красную Армию. В 1928 году окончил Высшее военно-морское училище имени М. В. Фрунзе, в 1932 году — артиллерийский класс Специальных курсов усовершенствования командного состава Военно-морских сил Красной Армии. Служил на различных кораблях Балтийского флота. С февраля 1939 года командовал эсминцем «Гневный». Участвовал в советско-финской войне.
С первых дней Великой Отечественной войны — на её фронтах. На второй день войны, 23 июня 1941 года, «Гневный», находившийся в составе отряда прикрытия минных постановок, подорвался на вражеской мине. Контуженный Устинов лично руководил спасением личного состава и борьбой за живучесть корабля. Благодаря его усилиям личный состав был эвакуирован на остров Эзель, а затем на базу. С корабля спаслось до 200 человек, многие из которых были ранены. Лишь убедившись, что экипаж спасён, Устинов согласился отправиться в госпиталь, где провёл более 2 месяцев. По выздоровлении он был назначен командиром эсминца «Суровый». В ночь с 12 на 13 ноября 1941 года это судно при выполнении боевой задачи подорвалось на вражеских минах. Устинов вновь был контужен, но вместе со своим экипажем до последнего пытался спасти судно, и лишь убедившись в невозможности его сохранения, вызвал тральщики, на которые высадил личный состав. Сам же Устинов как командир покинул тонущий «Суровый» последним.
После длительного лечения Устинов был назначен начальником оперативного отделения Кронштадтской военно-морской базы, а затем старшим офицером-оператором 1-го отделения оперативного отдела штаба Балтийского флота. В качестве представителя флотского штаба участвовал в боевых действиях частей и соединений на Ладожском озере и в Финском заливе. В 1946 году с отличием окончил Военно-морскую академию имени К. Е. Ворошилова, после чего на протяжении многих лет преподавал в Военной академии Генерального штаба, будучи старшим преподавателем на различных кафедр. В 1965—1968 годах (с небольшим перерывом) находился в специальной командировке в Объединённой Арабской Республике, помогая налаживать процесс обучения в египетских военных учебных заведениях. В мае 1969 года вышел в отставку. Умер 16 марта 1985 года, похоронен на Кунцевском кладбище Москвы.

## Награды
- Орден Ленина (15 ноября 1950 года);
- 3 ордена Красного Знамени (26 июня 1942 года, 10 ноября 1945 года, 30 декабря 1956 года);
- 2 ордена Красной Звезды (21 апреля 1940 года, 3 ноября 1944 года);
- Медаль «За оборону Ленинграда» и другие медали.